# Flo und Wisch
Flo und Wisch ist ein österreichisches Kabarett-Duo, bestehend aus dem Wiener Florian Roehlich (* 1989) und dem Steirer David Krammer (* 1990).

## Leben
Flo und Wischs Karriere als Kabarettisten startete mit der Teilnahme an der ORF-Castingshow  Die große Chance. Ihre Verknüpfung von Wortwitz und Musikalität konnte die Jury rund um Rapper Sido ebenso wie das votende Publikum begeistern. Am Ende mussten sie sich im Finale nur von einem tanzenden Hund geschlagen geben. Diese „Niederlage“ verarbeiteten Flo und Wisch in ihrem ersten Kabarettprogramm „Hoffnungslos“. Es folgten weitere Programme und zahlreiche Gastauftritte in Fernsehsendungen wie „Was gibt es Neues?“ oder „Österreich wählt“.
Von 2016 bis 2018 hatten Flo und Wisch mit dem musikalisch-satirischen Wochenrückblick „Rückspiegelei“ eine eigene Rubrik in Guten Morgen Österreich. Im Juni 2016 waren sie für „Guten Morgen Österreich“ in Frankreich unterwegs und berichteten täglich von der Fußballeuropameisterschaft 2016.
Aktuell touren Flo und Wisch mit ihrem Programm „Bauchgefühl“ durch den deutschsprachigen Raum.

## Auszeichnungen (Auszug)
- 2012: Zweiter Platz Die große Chance (ORF, 2012)

- 2014: Erster Platz Talenteshow Wiener Kabarettfestival
- 2014: Nominierung zum Publikumspreis des Österreichischen Kabarettpreises
- 2015: Erster Platz Ennser Kleinkunstkartoffel (Enns)[2]
- 2019: Erster Platz Kneitinger Bierschlegl (Jury- & Publikumspreis, Regensburg)[3]

## Bühnenprogramme
- 2013: Hoffnungslos
- seit 2013: Hallo Christkind (Weihnachtsprogramm)
- 2014: Von 0 auf 100
- 2015: Ameriga (Regie: Joesi Prokopetz)
- 2018: Waschmänner (Support: Viktor Gernot)
- 2020: Lockvögel
- 2023: Bauchgefühl